# Mercedes-Benz M18
Il Mercedes-Benz M18 (o Daimler-Benz M18 è un motore a scoppio prodotto dal 1933 al 1937 dalla Casa tedesca Daimler-Benz per il suo marchio automobilistico Mercedes-Benz.

## Profilo e caratteristiche

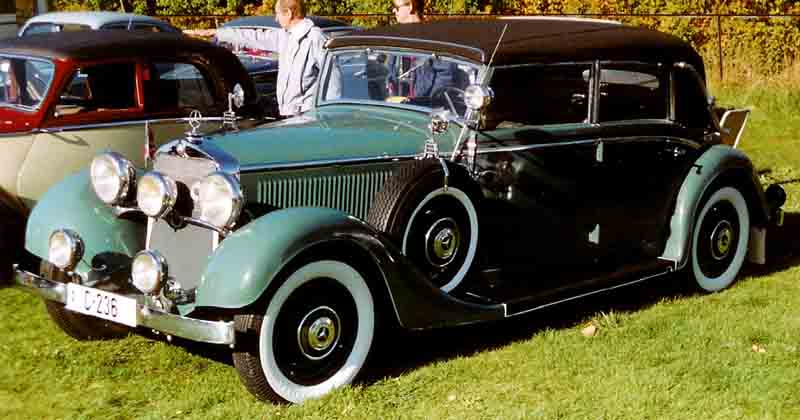
Il motore M18 è stato montato sulle Mercedes-Benz 290

Questo motore, come tanti altri appartenenti al periodo pre-bellico della Mercedes-Benz, è stato montato su un unico modello, in questo caso la Mercedes-Benz 290 (1933-37), una vettura di fascia alta, praticamente di lusso, che andava a sostituire la 260 Stuttgart, ma si proponeva anche come alternativa economica all'effimero modello 380 W22.

Non si trattava di un motore particolarmente raffinato, poiché non montava la distribuzione a valvole in testa (quando alcuni modelli della stessa Casa avevano offerto tale soluzione già qualche anno prima), bensì la più convenzionale configurazione a valvole laterali.

Di seguito vengono mostrate le caratteristiche tecniche del motore M18:
- architettura a 6 cilindri in linea;
- monoblocco di tipo sottoquadro;
- alesaggio e corsa: 78x100 mm;
- cilindrata: 2867 cm³;
- distribuzione a valvole laterali;
- rapporto di compressione: 5.75:1 (dal 1935 6.6:1);
- alimentazione a carburatore;
- potenza massima: 60 CV a 3200 giri/min (68 CV dal 1935).